# Bigotilia
Bigotilia là một chi bướm đêm thuộc họ Pterophoridae.

## Các loài
- Bigotilia centralis (Bigot, 1964)
- Bigotilia montana Gibeaux, 1994